# Dryxo
Dryxo is een geslacht van oevervliegen (Ephydridae).
De wetenschappelijke naam van het geslacht is voor het eerst geldig gepubliceerd in 1830 door Jean-Baptiste Robineau-Desvoidy. Hij beschreef tevens de soort Dryxo lispoidea uit Sumatra, "de grootste oevervlieg die ik ken". Vliegen uit dit geslacht kunnen tot 11 cm lang worden.
Dryxo komt voor in de subtropische en tropische streken van Afrika, Australazië, Oceanië, het Oriëntaals gebied en het zuiden van het Palearctisch gebied. De soort D. nudicorpus komt ook voor in China, Japan en het verre oosten van Rusland.

## Soorten[2]
- Dryxo brahma
- Dryxo digna
- Dryxo freidbergi
- Dryxo india
- Dryxo lispoidea
- Dryxo margaretae
- Dryxo nudicorpus
- Dryxo ornata
- Dryxo woodi